# Arctosa scopulitibiis
Arctosa scopulitibiis este o specie de păianjeni din genul Arctosa, familia Lycosidae. A fost descrisă pentru prima dată de Strand, 1906.
Este endemică în Etiopia. Conform Catalogue of Life specia Arctosa scopulitibiis nu are subspecii cunoscute.